# Таллон Ґрікспор
Таллон Ґрікспор (нідерландська вимова: [ˈtɛlɔŋ ˈɣrikspoːr]; нар. 2 липня 1996) — професійний нідерландський тенісист. Ґрікспор здобув рекордних вісім титулів туру ATP Challenger в одному сезоні (2021), і став першим тенісистом, який здобув 5 таких титулів підряд.

## Фінали туру ATP

### Одиночний розряд: 5 (3 титули, 2 поразки)
| Легенда                      |
| ---------------------------- |
| Турніри Великого шлему (0–0) |
| Тур ATP Мастерс 1000 (0–0)   |
| Тур ATP 500 (0–1)            |
| Тур ATP 250 (3–1)            |

| Фінали за покриттям |
| ------------------- |
| Тверде (1–1)        |
| Ґрунт (0–1)         |
| Трава (2–0)         |

| Фінали за типом корту |
| --------------------- |
| Відкритий корт (3–2)  |
| Закритий корт (0–0)   |

| Результат | В-П | Дата     | Турнір                                         | Категорія | Покриття | Опонент         | Рахунок                 |
| --------- | --- | -------- | ---------------------------------------------- | --------- | -------- | --------------- | ----------------------- |
| Перемога  | 1–0 | Січ 2023 | Maharashtra Open, Індія                        | ATP 250   | Тверде   | Бенжамен Бонзі  | 4–6, 7–5, 6–3           |
| Перемога  | 2–0 | Чер 2023 | Rosmalen Grass Court Championships, Нідерланди | ATP 250   | Трава    | Джордан Томпсон | 6–7(4–7), 7–6(7–3), 6–3 |
| Поразка   | 2–1 | Сер 2023 | Washington Open, США                           | ATP 500   | Тверде   | Ден Еванс       | 5–7, 3–6                |
| Поразка   | 2–2 | Кві 2025 | Grand Prix Hassan II, Марокко                  | ATP 250   | Ґрунт    | Лук'яно Дардері | 6–7(3–7), 6–7(4–7)      |
| Перемога  | 3–2 | Чер 2025 | Mallorca Open, Іспанія                         | ATP 250   | Трава    | Корентен Муте   | 7–5, 7–6(7–3)           |

### Парний розряд: 3 (2 титули, 1 поразка)
| Легенда                |
| ---------------------- |
| Grand Slam (0–0)       |
| ATP Masters 1000 (0–0) |
| ATP 500 (1–0)          |
| ATP 250 (1–1)          |

| Фінали за покриттям |
| ------------------- |
| Тверде (2–1)        |
| Ґрунт (0–0)         |
| Трава (0–0)         |

| Фінали за типом корту |
| --------------------- |
| Відкритий корт (1–0)  |
| Закритий корт (1–1)   |

| Результат | В-П | Дата     | Турнір                          | Категорія | Покриття   | Партнер                | Опоненти                           | Рахунок               |
| --------- | --- | -------- | ------------------------------- | --------- | ---------- | ---------------------- | ---------------------------------- | --------------------- |
| Перемога  | 1–0 | Жов 2022 | European Open, Бельгія          | ATP 250   | Тверде (i) | Ботік ван де Зандсгулп | Роган Бопанна Матве Мідделкоп      | 3–6, 6–3, [10–5]      |
| Перемога  | 2–0 | Бер 2024 | Dubai Tennis Championships, UAE | ATP 500   | Тверде     | Ян-Леннард Штруфф      | Іван Додіг Остін Крайчек           | 6–4, 4–6, [10–6]      |
| Поразка   | 2–1 | Січ 2025 | Open Sud de France, Франція     | ATP 250   | Тверде (i) | Барт Стевенс           | Робін Гаасе Ботік ван де Зандсгулп | 7–6(9–7), 3–6, [5–10] |